# RD3
RD3 (англ. Retinal degeneration 3) – білок, який кодується однойменним геном, розташованим у людей на 1-й хромосомі. Довжина поліпептидного ланцюга білка становить 195 амінокислот, а молекулярна маса — 22 704.
| 10         |  | 20         |  | 30         |  | 40         |  | 50         |
| ---------- |  | ---------- |  | ---------- |  | ---------- |  | ---------- |
| MSLISWLRWN |  | EAPSRLSTRS |  | PAEMVLETLM |  | MELTGQMREA |  | ERQQRERSNA |
| VRKVCTGVDY |  | SWLASTPRST |  | YDLSPIERLQ |  | LEDVCVKIHP |  | SYCGPAILRF |
| RQLLAEQEPE |  | VQEVSQLFRS |  | VLQEVLERMK |  | QEEEAHKLTR |  | QWSLRPRGSL |
| ATFKTRARIS |  | PFASDIRTIS |  | EDVERDTPPP |  | LRSWSMPEFR |  | APKAD      |

A: Аланін

C: Цистеїн

D: Аспарагінова кислота

E: Глутамінова кислота

F: Фенілаланін

G: Гліцин

H: Гістидин

I: Ізолейцин

K: Лізин

L: Лейцин

M: Метіонін

N: Аспарагін

P: Пролін

Q: Глутамін

R: Аргінін

S: Серин

T: Треонін

V: Валін

W: Триптофан